# Podhradí (Karlovy Vary)
Podhradí é uma comuna checa localizada na região de Karlovy Vary, distrito de Cheb‎.